# 9737 Dudarova
A 9737 Dudarova (ideiglenes jelöléssel 1986 SC2) a Naprendszer kisbolygóövében található aszteroida. Ljudmila Georgijevna Karacskina fedezte fel 1986. szeptember 29-én.